# Sindrome del tunnel radiale
La sindrome del tunnel radiale è causata da una maggiorata pressione sul nervo radiale nel suo percorso dalla parte superiore del braccio (il plesso brachiale) alla mano e al polso.

## Sintomi
La sindrome del tunnel radiale provoca dolore al gomito posterolaterale simile al gomito del tennista e talvolta può verificarsi in combinazione con tale condizione. I pazienti possono in genere presentare debolezza dell'estensione al polso. Il dolore è spesso riprodotto in seguito a supinazione resistita dell'avambraccio e in seguito a iperestensione del polso.

## Causa
La teoria è che il nervo radiale si irritata e/o infiamma dall'attrito causato dalla compressione dei muscoli dell'avambraccio .
Alcuni ipotizzano che la sindrome del tunnel radiale sia un tipo di lesione da sforzo ripetitivo (RSI), ma non esiste una fisiopatologia rilevabile e persino l'esistenza di questo disturbo è messa in discussione.
Il termine "sindrome del tunnel radiale" viene utilizzato per la compressione del nervo interosseo posteriore, una divisione del nervo radiale, nel setto intermuscolare laterale del braccio, mentre la "sindrome del supinatore" viene utilizzata per la compressione presso il portico di Frohse .
Il "tunnel radiale" è la regione dall'articolazione omeroradiale oltre l'origine prossimale del muscolo supinatore. Alcuni scienziati ritengono che il tunnel radiale si estenda fino al bordo distale del supinatore. Il nervo radiale è comunemente compresso in 5 cm vicino al gomito, ma può essere compressaoovunque lungo l'avambraccio se la sindrome è causata da una lesione (ad es. una frattura che esercita una pressione sul nervo radiale). Il nervo radiale fornisce sensazione alla pelle del braccio posteriore, dell'avambraccio e del polso posteriori e laterali e delle articolazioni del gomito, del polso e della mano. Il nervo fornisce anche rami sensoriali che viaggiano verso il periostio dell'epicondilo laterale, l'articolazione radioumerale anteriore e il legamento anulare. Fornisce la funzione motoria attraverso l'innervazione della maggior parte dei muscoli estensori del braccio posteriore e dell'avambraccio. Pertanto, è estremamente importante nel movimento degli arti superiori e può causare dolore significativo ai pazienti colpiti dalla sindrome. A differenza della sindrome del tunnel carpale, la sindrome del tunnel radiale non presenta formicolio o intorpidimento, poiché il nervo interosseo posteriore influisce principalmente sulla funzione motoria.

## Diagnosi
La diagnosi si basa esclusivamente su sintomi e segni e ci si aspetta che i test oggettivi siano normali. Questa sindrome può essere clinicamente testata flettendo il dito medio del paziente mentre il paziente estende il polso e le dita. Il dolore è una sintomo che indica la presenza della sindrome.
La principale lamentela di questa malattia è di solito il dolore nella parte dorsale dell'avambraccio superiore e qualsiasi debolezza descritta è secondaria al dolore. La tenerezza alla palpazione si verifica sull'area del collo radiale. Inoltre, la malattia può essere diagnosticata da un "test del dito medio" positivo, in cui l'estensione del dito medio produce dolore. La valutazione radiografica del gomito deve essere eseguita per escludere altre diagnosi.

## Trattamento
Il trattamento non chirurgico della sindrome del tunnel radiale comprende riposo, FANS, fisioterapia, modifica del lavoro, modifica ergonomica, iniezioni se associata a epicondilite laterale.
I pazienti le cui condizioni sono più adattate all'intervento chirurgico sono quelli che non rispondono al trattamento conservativo prolungato. Il paziente deve avere dolore con supinazione resistita, test del dito medio positivo, risultati elettrodiagnostici positivi e sollievo dal dolore dopo iniezione anestetica nel tunnel radiale. Sulla base dei dati del 2002, la decompressione chirurgica porta a risultati buoni o eccellenti nel 60-70% dei casi.

### Libri
- Libi Rind, Thomas Pobre e Frederick Weiss, Radial tunnel syndrome and supinator syndrome, in Weiss (a cura di), Oxford American Handbook of Physical Medicine & Rehabilitation, Oxford University Press, 2010,  pp. 96-7, ISBN 978-0-19-536777-5.
- Jacqueline J. Wertsch e Anne Zeni Hoch, Radial Tunnel Syndrome, in Akuthota (a cura di), Nerve and Vascular Injuries in Sports Medicine, Berlin, Springer, 2009,  pp. 79-80, ISBN 978-0-387-76599-0.
- Stephen M. Russell, Radial Tunnel Syndrome, in Examination of peripheral nerve injuries: an anatomical approach, Stuttgart, Thieme, 2006,  p. 62, ISBN 978-3-13-143071-7.
- Kenneth S. Saladin, Anatomy & Physiology: The Unity of Form and Function, McGraw Hill, 2012,  p. 496, ISBN 978-0-07-337825-1.

### Riviste
- Rob D. Dickerman, Qualls E. J. Stevens e Anders J. Cohen, Radial tunnel syndrome in an elite power athlete: a case of direct compressive neuropathy, in Journal of the Peripheral Nervous System, vol. 7, n. 4, 2002,  pp. 229-32, DOI:10.1046/j.1529-8027.2002.02030.x, PMID 12477169.
- Bionka Huisstede, Harald S. Miedema e Twan van Opstal, Interventions for Treating the Radial Tunnel Syndrome: A Systematic Review of Observational Studies, in The Journal of Hand Surgery, vol. 33, n. 1, 2008,  pp. 72-8, DOI:10.1016/j.jhsa.2007.10.001, PMID 18261668.
- Mark Henry e Christopher Stutz, A Unified Approach to Radial Tunnel Syndrome and Lateral Tendinosis, in Techniques in Hand and Upper Extremity Surgery, vol. 10, n. 4, 2006,  pp. 200-5, DOI:10.1097/01.bth.0000231580.32406.71, PMID 17159475.
- C Cleary, Management of Radial Tunnel Syndrome: A Therapist's Clinical Perspective, in Journal of Hand Therapy, vol. 19, n. 2, 2006,  pp. 186-91, DOI:10.1197/j.jht.2006.02.020, PMID 16713866.
- Ioannis K. Sarris, Nikolaos G. Papadimitriou e Dean G. Sotereanos, Radial Tunnel Syndrome, in Techniques in Hand and Upper Extremity Surgery, vol. 6, n. 4, 2002,  pp. 209-12, DOI:10.1097/00130911-200212000-00010, PMID 16520604.
- (DE) C. Smola, Zur Problematik des 'algetischen Supinatorsyndroms' oder 'Wo hört der Tennisarm auf und wo fängt das Supinatorsyndrom an?', in Handchirurgie, Mikrochirurgie, Plastische Chirurgie, vol. 36, n. 4, 2004,  pp. 241-5, DOI:10.1055/s-2004-817947, PMID 15368151.
- YC Loh, WL Lam e JK Stanley, A new clinical test for radial tunnel syndrome—the Rule-of-Nine test: A cadaveric study (PDF), in Journal of Orthopaedic Surgery, vol. 12, n. 1, 2004,  pp. 83-6, DOI:10.1177/230949900401200115, PMID 15237127.
- Richard Rosenbaum, Disputed radial tunnel syndrome, in Muscle & Nerve, vol. 22, n. 7, 1999,  pp. 960-7, DOI:10.1002/(SICI)1097-4598(199907)22:7<960::AID-MUS26>3.0.CO;2-C.
- A. E. Portilla Molina, C. Bour e C. Oberlin, The posterior interosseous nerve and the radial tunnel syndrome: an anatomical study, in International Orthopaedics, vol. 22, n. 2, 1998,  pp. 102-6, DOI:10.1007/s002640050218, PMID 9651775.
- Peter J. L. Jebson e William D. Engber, Radial tunnel syndrome: Long-term results of surgical decompression, in The Journal of Hand Surgery, vol. 22, n. 5, 1997,  pp. 889-96, DOI:10.1016/S0363-5023(97)80086-X, PMID 9330150.
- Ioannis K. Sarris, Nikolaos G. Papadimitriou e Dean G. Sotereanos, Radial Tunnel Syndrome, in Techniques in Hand and Upper Extremity Surgery, vol. 6, n. 4, 2002,  pp. 209-212, DOI:10.1097/00130911-200212000-00010, PMID 16520604.